# Vaïssac
Vaïssac é uma comuna francesa na região administrativa de Occitânia, no departamento de Tarn-et-Garonne. Estende-se por uma área de 37,21 km². Em 2010 a comuna tinha 894 habitantes (densidade: 24 hab./km²).